# 圣依纳爵堂 (巴尔的摩)
圣依纳爵堂（St. Ignatius Church）是一座耶稣会 罗马天主教教堂，位于美国巴尔的摩的历史与文化中心，位于市中心以北的 Mt. Vernon 社区，供奉耶稣会会祖依納爵·羅耀拉。

## 历史
1852年，为应对一无所知运动在马里兰州学校中进行的反天主教宣传，巴尔的摩总主教Francis Kenrick要求当地耶稣会开办了羅耀拉学院，并在校园旁建造圣依纳爵堂，建于1853-1856年。1856年8月15日开放。 

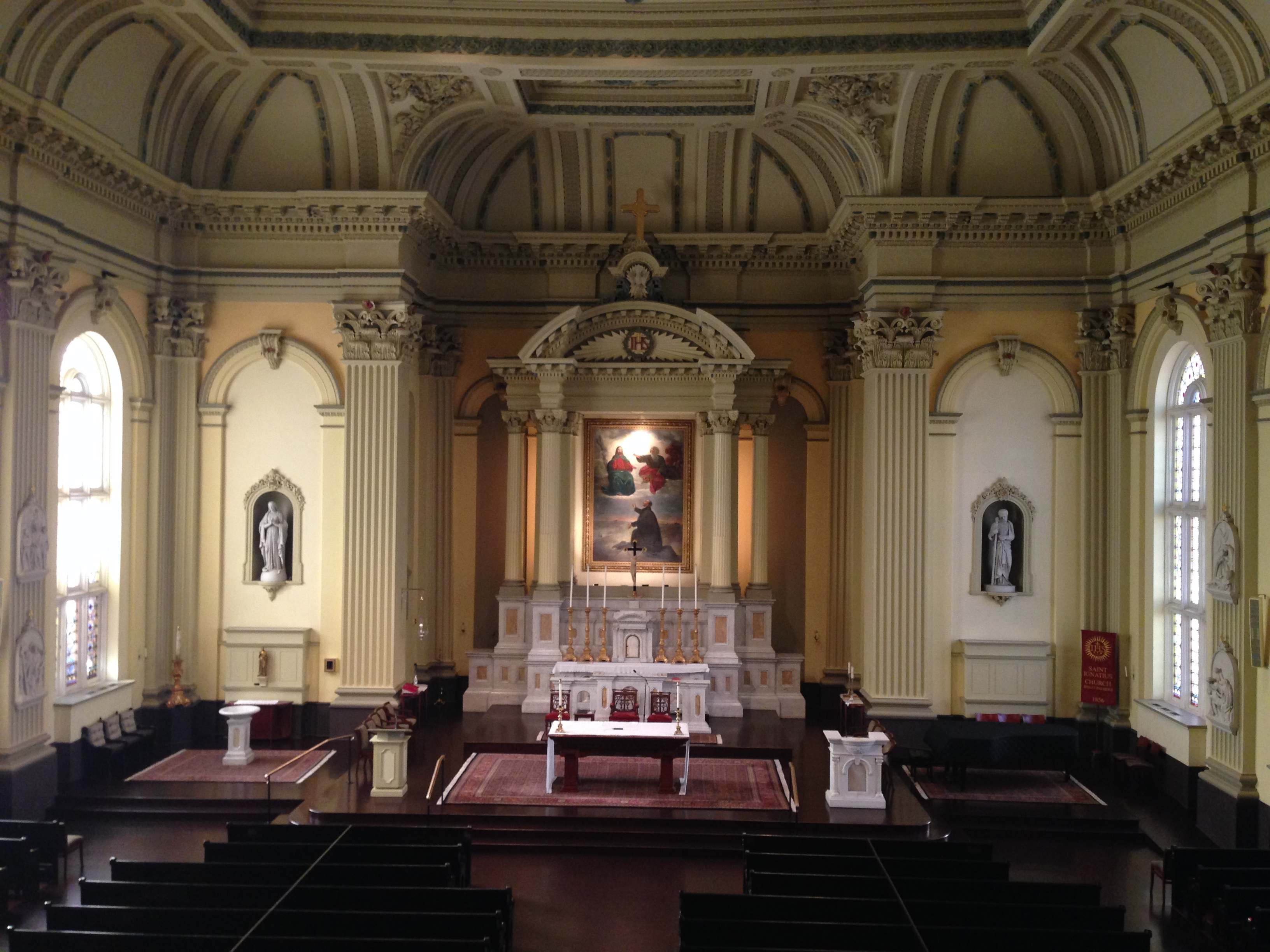
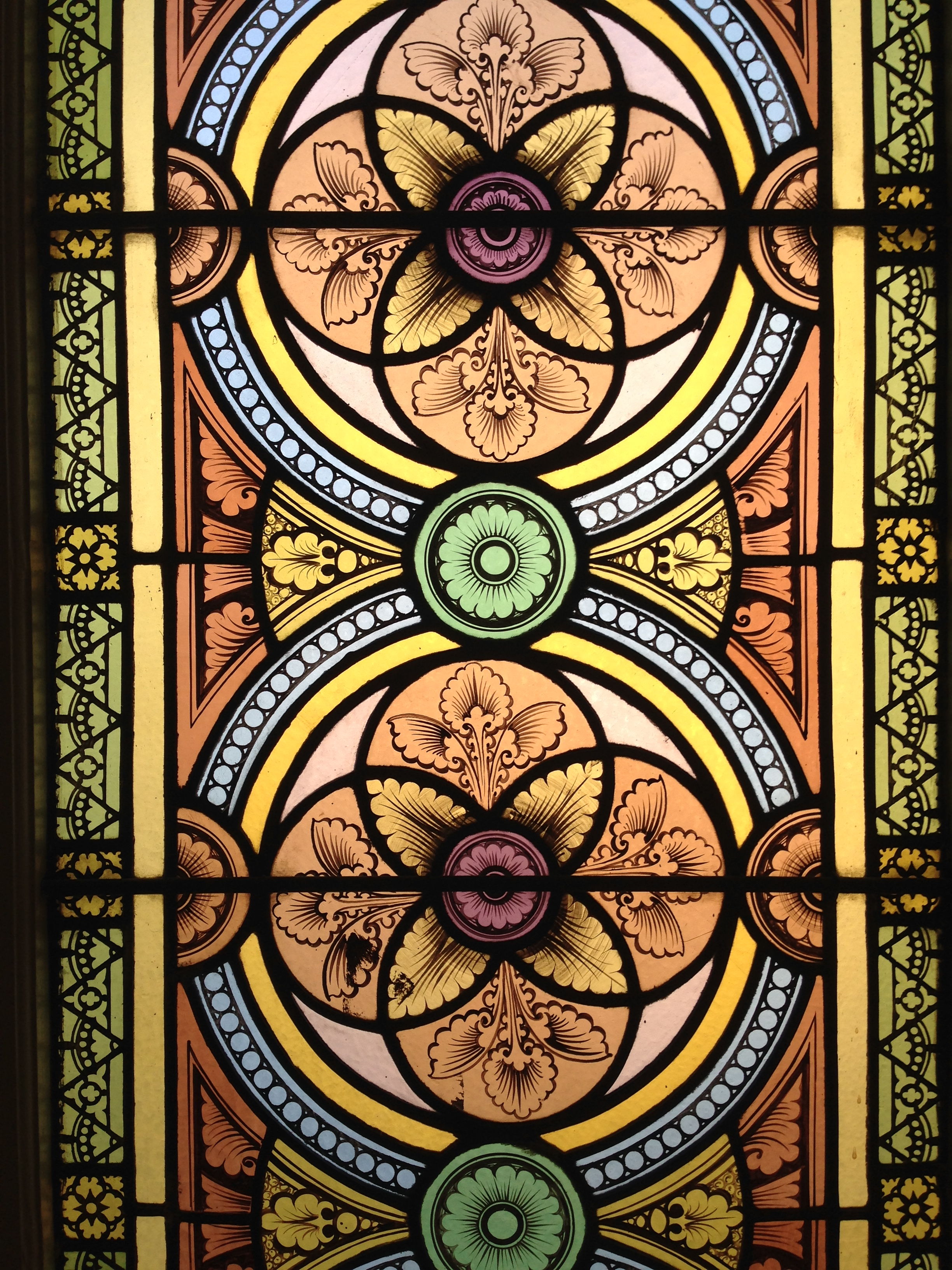
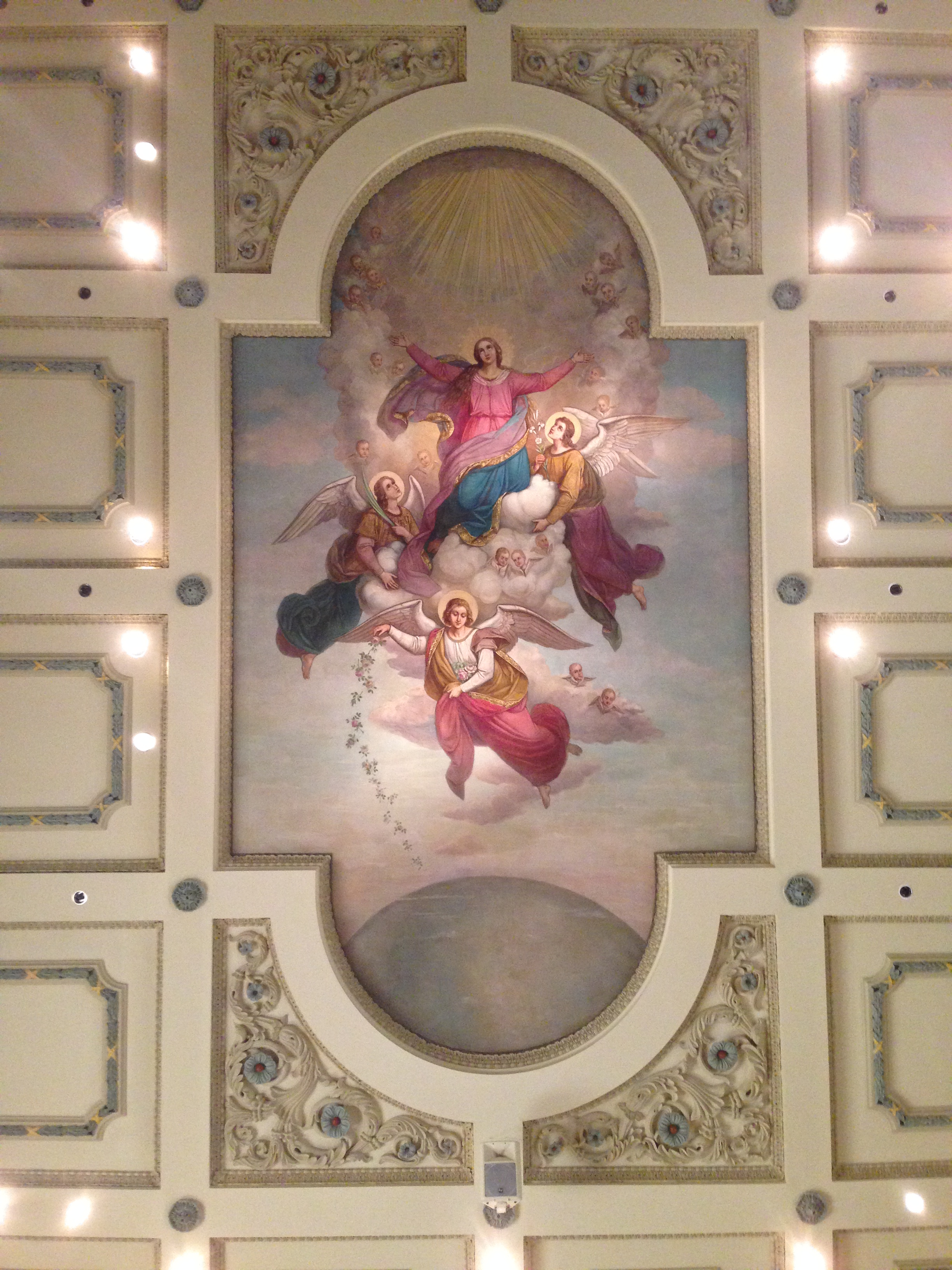
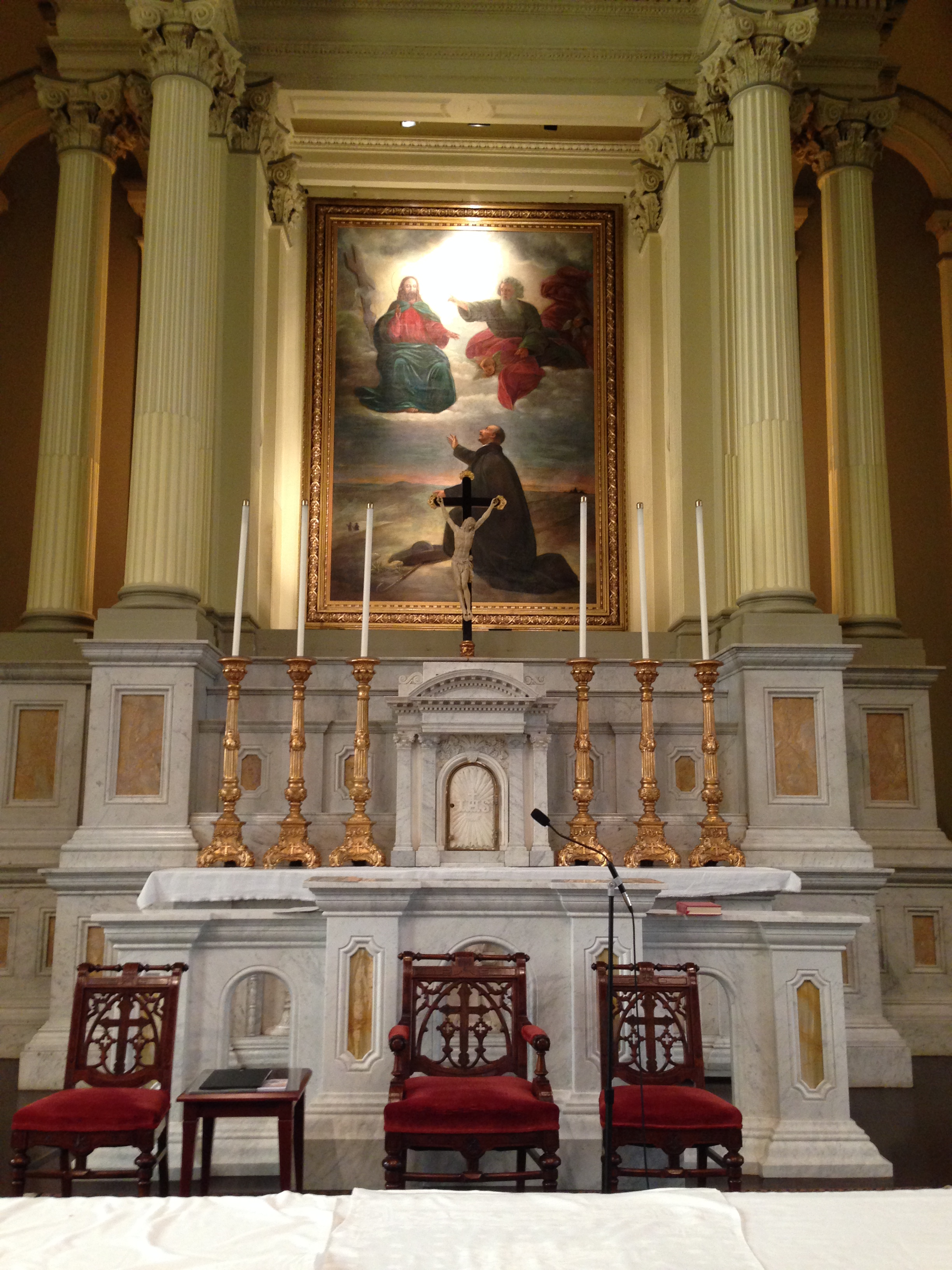

二战后，因居民迁往郊区，教友人数剧减。